# 2월 소동
2월 소동(二月騒動, にがつそうどう)은 일본 가마쿠라 시대(鎌倉時代) 중기인 분에이(文永) 9년(1272년) 2월、몽골 침공의 위기를 앞두고 가마쿠라와 교토에서 일어났던 호조 씨(北条氏) 일문의 내분이다.
가마쿠라 막부(鎌倉幕府) 8대 싯켄(執権) ・ 호조 도키무네(北条時宗)의 명으로 모반을 도모했다는 혐의를 쓰고 가마쿠라에서 나고시류(名越流) 호조 씨인 나고에 도키아키라(名越時章) ・ 노리토키(教時) 형제가, 교토에서 로쿠하라 단다이(六波羅探題) 남방(南方) 도키무네의 이복형 호조 도키스케(北条時輔)가 차례대로 추토당하였다.
도키무네와는 호조 씨의 적류(嫡流)를 놓고 다투던 나고시류와 이복형 도키스케가 제거되면서 싯켄 도키무네에 대한 반항 세력이 일소되고 도쿠소케(得宗家)의 권력이 강화되었다.

## 배경
분에이 5년(1268년) 정월, 고려에서 온 사자 반부가 다자이후(大宰府)로 와서 몽골(원)과의 수교(동시에 몽골에 대한 복속)을 요구하는 내용의 쿠빌라이의 국서를 전했다. 3월에 몽골 침공의 위기를 앞두고 가마쿠라 막부에서는 막부에 의한 권력의 일원화를 도모하고자 호조 씨의 적류인 도쿠소케의 호조 도키무네가 18세로 막부의 8대 싯켄으로 취임한다. 도키무네의 이복형(서출) 호조 도키스케(北条時輔)는 분에이 원년(1264년) 도키무네가 14세로 막부의 렌쇼(連署)로 취임하였을 무렵에 교토의 로쿠하라 단다이의 남방으로 나가 있었다.
남방의 상위인 북방(北方)은 도쿠소가를 지원하는 호조 도키시게(北条時茂)가 맡고 있었는데, 그가 분에이 7년(1270년) 사망하고 후임이 지명되지 않은 상태에서 로쿠하라 단다이에서는 남방 도키스케의 영향력이 강해져 갔다. 한편으로 나고에 씨(名越氏)는 호조 일문 안에서도 규슈에 많은 슈고(守護)직을 가지고 있어 적류인 도쿠소가 다음으로 강한 세력을 지니고 있었다. 도키무네의 아버지로 5대 싯켄을 지낸 호조 도키요리(北条時頼)의 시대에, 큰형 나고에 미쓰토키(名越光時) 등이 미야 소동(宮騒動)으로 처벌되고 동생 나고시 도키아키라(名越時章) ・ 노리토키(教時) 형제는 연좌를 피했지만, 노리토키는 전임 쇼군(将軍)이었던 무네타카 친왕(宗尊親王)의 측근으로 의연히 반(反)도쿠소케 경향을 보였다.

## 경과
도키무네의 싯켄 취임으로부터 4년 뒤인 분에이 9년(1272년) 2월 7일에 가마쿠라에서 소동이 벌어졌다. 2월 11일, 나고에 도키아키라 ・ 노리토키 형제가 도쿠소의 피관(被官)인 시보우덴 도키쓰나(四方田時綱) 등 미우치비토(御内人)에 의해 주살당하고 전임 쇼군 무네타카 친왕의 측근이었던 나카미카도 사네타카(中御門実隆)가 연금되었다. 나흘 뒤인 2월 15일에 교토에서 작년 12월에 로쿠하라 단다이 북방으로 취임했던 호조 요시무네(北条義宗)가 가마쿠라로부터 온 파발을 받고 같은 로쿠하라 단다이의 남방인 호조 도키스케를 쳤다.
많은 사람들이 전사하고, 사건에 연좌되어 로쿠하라 단다이에 있던 고케닌 아다치 야스모리(安達泰盛)의 이복형(서출) 아다치 요리카게(安達頼景)의 소유 영지가 몰수되고, 사건과의 관계가 명확하게 밝혀진 것도 아니었지만 같은 해에 시부카와 요시하루(渋川義春)와 세라다 요리우지(世良田頼氏)가 사도(佐渡)로 유배되었으며, 전임 쇼군 무네타카 친왕은 출가하였다. 한편 호조 도키스케는 도망쳤다는 설도 있다.
얼마 되지 않아 나고에 도키아키라에게는 다른 마음이 없었으며 그의 죽음은 오판으로 인한 것이었음이 드러나고, 그 결과 그를 죽이는 데 가담한 미우치비토 5인은 책임을 물어 9월 2일、처형되었다. 도키아키라의 아들 긴토키(公時)는 소유한 영지를 안도받았다. 노리토키를 죽인 자들에 대해서는 처벌도 포상도 없었기에 사람들의 비웃음을 샀다고 한다.
이 사건에 관해 나온 2월 11일자 두 통의 간토 어교서(関東御教書)에 따르면, 토벌의 주체는 싯켄 도키무네 ・ 렌쇼 호조 마사무라(北条政村)로 나고에 형제는 막부의 명으로 예전부터 준비되어 온 가운데 「모반」으로 토벌당한 것이었다.

## 결과
2월 소동으로 막부 내부의 도쿠소 권력의 강화와 함께 대몽골 강경정책에 더욱 힘이 실리게 되면서, 몽골의 첩장에 대한 무반첩이라는 막부의 노선은 더욱 굳어져버렸다.
오인 사살된 것으로 판결된 도키아키라가 원래 가지고 있던 규슈 지쿠고(筑後) ・ 오스미(大隅) ・ 히고(肥後)의 슈고직은 아다치 야스모리 ・ 오토모 요리야스(大友頼泰)에게로 넘어갔다. 몽골 침공이 현실화되자 원래대로라면 규슈에서 현지 고케닌의 지휘를 맡아서 가마쿠라에서의 영향력을 강화시킬 수도 있었던 나고에 가문이 배제되고 도키무네에 의한 규슈 지역의 이국경고(異国警固) 태세가 강화되는 결과를 초래하였다. 또한 교토에서는 도키스케 ・ 전임 쇼군 무네타카 친왕의 이름을 빌린 반(反)도쿠소 운동이 봉쇄되어 반항 세력이 일소되었으므로, 도쿠소 독재 체제가 강화되었다.

## 사건의 진상
적극적으로 이 계획을 지휘한 것은 싯켄 도키무네로 도키아키라를 오인 사살한 다섯 명은 고케닌이 아니라 도쿠소가에 피관된 미우치비토들이었다. 요리아이슈(寄合衆) 멤버로 도키무네를 지지하던 아다치 야스모리 ・ 호조 사네토키(北条実時)의 동향은 밝혀지지 않았지만, 사학자 가와조에 쇼지(川添昭二)는 저서 『호조 도키무네』(北条時宗, 吉川弘文館)에서 야스모리는 사건 직후 2월 소동의 희생자를 위령하기 위해 초세키(町石)를 고야 산(高野山)에 세웠고, 사네토키의 아들인 호조 아키토키(北条顕時)는 훗날 2월 소동에 대해 「나고에 형제는 실상 아무 죄도 없이 주벌당했다」고 써서 이 사건을 딱히 지지하지 않았던 것으로 보인다. 후쿠시마 긴지(福島金治)는 『아다치 야스모리와 가마쿠라 막부 - 시모쓰키 소동(霜月騒動)과 그 주변』(安達泰盛と鎌倉幕府 - 霜月騒動とその周辺, 有隣新書)에서 야스모리가 희생자에 대한 위령제에서 올린 공양문에 「한 시대의 현창한 공적」(一代の彰功)이라고 적고 있는 것에서 2월 소동을 정당화하고 있는 것으로 해석하였다.
도키무네와 함께 이 사건의 주체의 입장이었던 전임 싯켄 마사무라의 의향은 분명하게 밝혀지지 않았으나, 가케히 마사히코(筧雅博)는 『몽고습래와 덕정령』(蒙古襲来と徳政令, 講談社文庫)에서 렌쇼 마사무라의 이름 아래 나왔던 「오늘부터 의절된 자에 대해서는 분부를 받은 추토사(追討使)가 이르기 전에 멋대로 나아가는 자에게 중한 죄를 물어 처벌할 것이다. 이 취지를 널리 고케닌들에게 주지시키고자 한다」라는 지시가 싯켄(사무라이도코로 벳토) 도키무네에 대해 내려지고 있는 일을 들어 도키무네가 게닌(家人)들의 지지 아래 결단을 행함에、호조 일문의 장로였던 마사무라나 외척인 야스모리 등은 하나같이 불안감을 품었고 새삼스럽게 쇼군가(가마쿠라도노鎌倉殿)의 「분부」(仰せ)를 내세우며 훈계하려 한 것이라고 보고 있다.
무라이 쇼스케(村井章介)는 『호조 도키무네와 몽고습래』(北条時宗と蒙古襲来, NHK出版)에서 사건의 내력을「명분 없는 살육에 대한 비판이 일자 당황해서 집안(미우치비토)을 희생시켜서 수습했다」고 보고 있다. 또한 도키무네는 일문 내부의 숙청으로 정적을 매장시키는 한편으로 마사무라, 사네토키 그리고 동생 무네마사(宗政) 등의 사후에는 일문 내에서 그를 지지하는 새로운 지지자를 얻지 못하고 몽골 침공이라는 공사다망한 시기에도 고독하게 권력의 자리에서 정무에 힘썼으며 그것이 도키무네의 심신을 악화시켜 그의 요절로 이어졌다고 지적하였다.
아미노 요시히코(網野善彦)는 저서 『몽고습래』(蒙古襲来, 小学館文庫)에서 「2월 소동은 이국경고의 인사문제의 막각(幕閣) 불일치로 인해 미우치비토의 주도로 일어났다. 그것이 도키아키라 주살로 해결된 뒤 사태를 역전시키고 미우치비토에게 타격을 입히며 슈고직을 자신을 지지하는 유력 고케닌으로 임명하여 막부 중추 실권을 한층 강화한 것은 아다치 야스모리로 그 결과 미우치비토와의 대립이 깊어졌다」고 했다.
호소카와 시게오(細川重男)는 2월 소동을 두고 도키무네의 독재정권의 확립을 노린 것으로、이에 의해、도키무네는 자신이 비정한 지도자라는 것을 사람들에게 연출하였다、고 지적하였다. 무가정권을 구성하는 요소의 하나로、「공포」와 「강제력」이 드러난 사건이었다、고 지적하고 있다.

## 참조 문헌
- 網野善彦　『蒙古襲来』　小学館文庫、2001年（1974年刊行）。
- 筧雅博　『蒙古襲来と徳政令』　講談社学術文庫、2009年（2001年刊行）。
- 川添昭二　『北条時宗』　〈人物叢書〉吉川弘文館、2001年。
- 村井章介　『北条時宗と蒙古襲来』　NHK出版、2000年。
- 細川重男　『北条氏と鎌倉幕府』　講談社選書メチエ、2011年。

## 같이 보기
- 니치렌 - 그가 막부에 올린 《입정안국론》에는 2월 소동을 예견한 것으로 해석되는 문구가 들어 있다.